# Улица Большая Дмитровка
Больша́я Дми́тровка — улица в Тверском районе Центрального административного округа города Москвы. Проходит от улицы Охотный Ряд до Страстного бульвара.

## Название
Название известно c XIV века. Дано по дороге, ведущей в город Дмитров.
В начале 1920-х годов улицу переименовали в у́лицу Эже́на Потье́ в честь Эжена Потье — участника Парижской коммуны и автора «Интернационала», но это название не прижилось. В 1937 году улицу переименовали в Пу́шкинскую у́лицу в связи со 100-летием со дня смерти А. С. Пушкина, притом, что у улицы с поэтом общее только то, что в одном из её домов в 1830 году он проиграл крупную сумму денег карточному шулеру В. С. Огонь-Догановскому. Этот проигрыш Пушкин выплачивал по частям в течение многих лет, и последнюю часть выплатили его наследники уже после гибели поэта на дуэли. В 1993 году улице было возвращено её историческое название.

## История

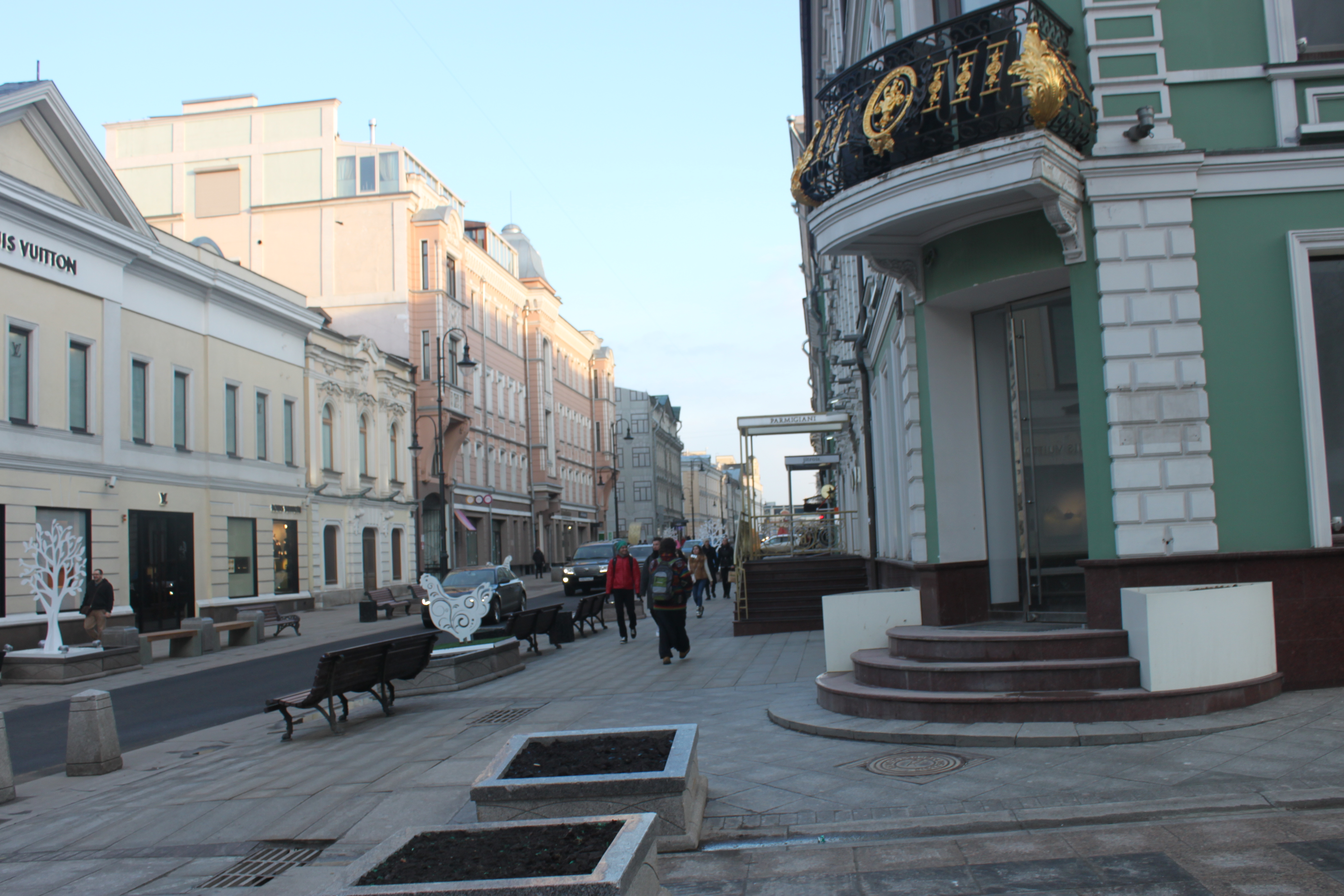
Вид из Столешникова переулка

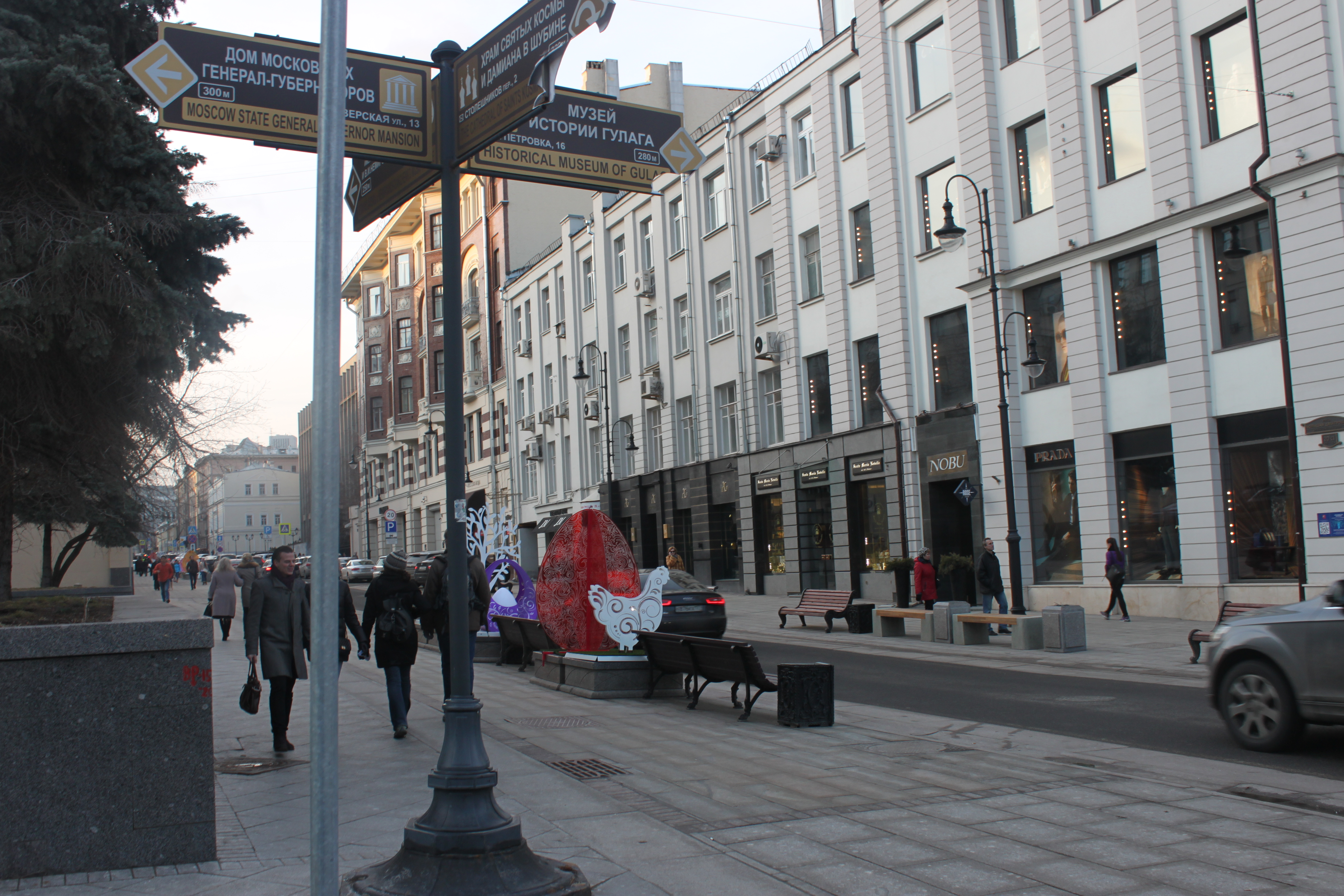
Вид из Столешникова переулка

К XIV веку по обеим сторонам дороги в Дмитров сформировалась слобода, где жили торговцы и ремесленники (седельники, калашники, тележники и другие). Поскольку почти все они были выходцами из Дмитрова, то и слобода стала называться Дмитровской слободой. В XVI—XVII веках простых жителей слободы переселили по той же дороге, но подальше от Кремля, освобождая место для московской знати. Чтобы различать старую («большую») и новую слободы, новую слободу стали называть Малой Дмитровской слободой. Границей между ними с конца XVI в. служила стена Белого города, c глухой (непроездной) Дмитровской башней, разделившей ранее единую улицу на две не связанные между собой улицы — Большую Дмитровку и Малую Дмитровку. По мере развития города слобода отодвинулась ещё дальше по дороге: так к концу XVII века сложилась Новая слобода.
Уже в середине XVIII века эти слободы стали улицами и назывались, как и сегодня Большой Дмитровкой, Малой Дмитровкой и Новослободской улицей.
На углу Большой Дмитровки и Столешникова переулка до 1859 года существовала типография Семёна Селивановского под управлением его сына, Николая.

## Примечательные здания и сооружения

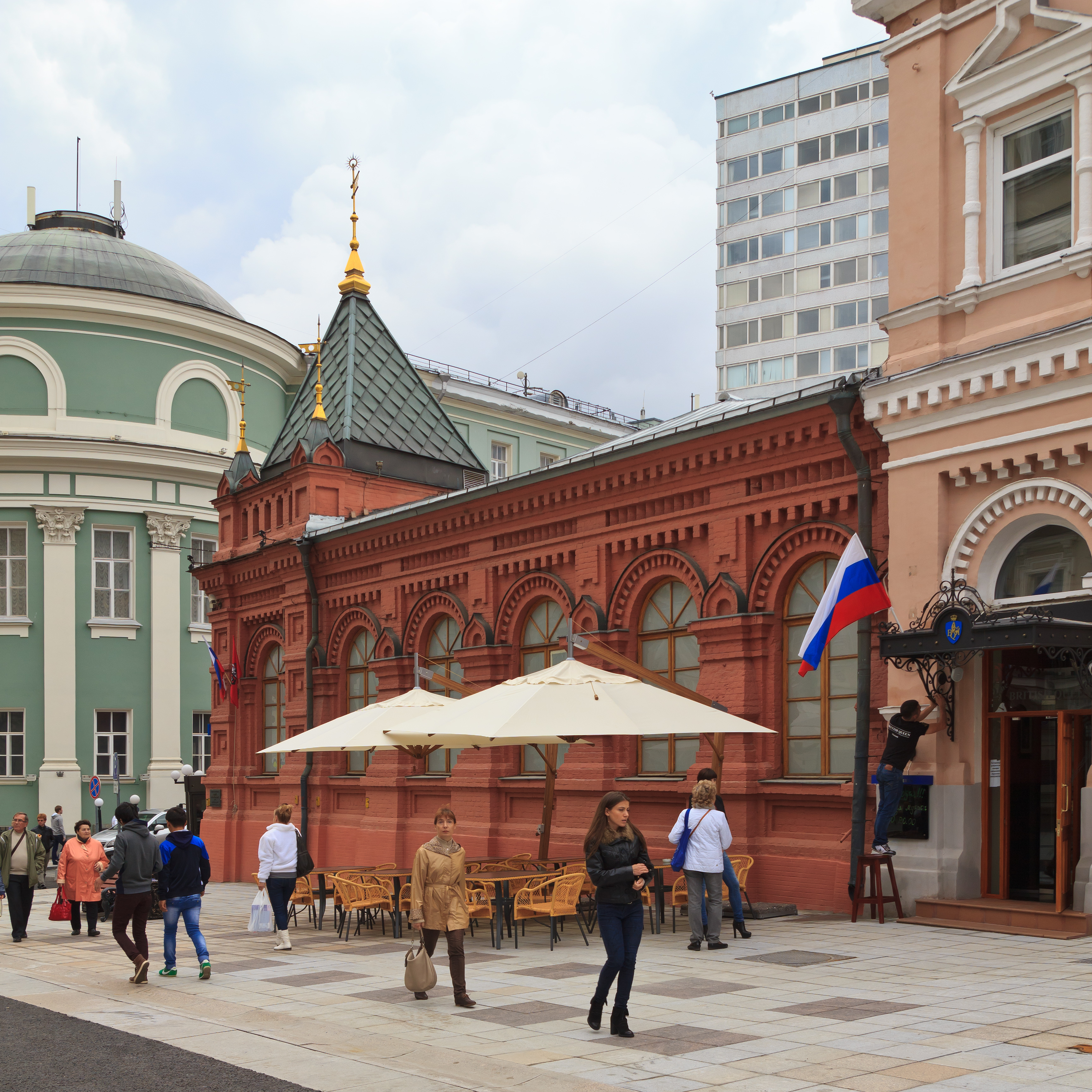
№ 3. Угол Большой Дмитровки и Георгиевского переулка

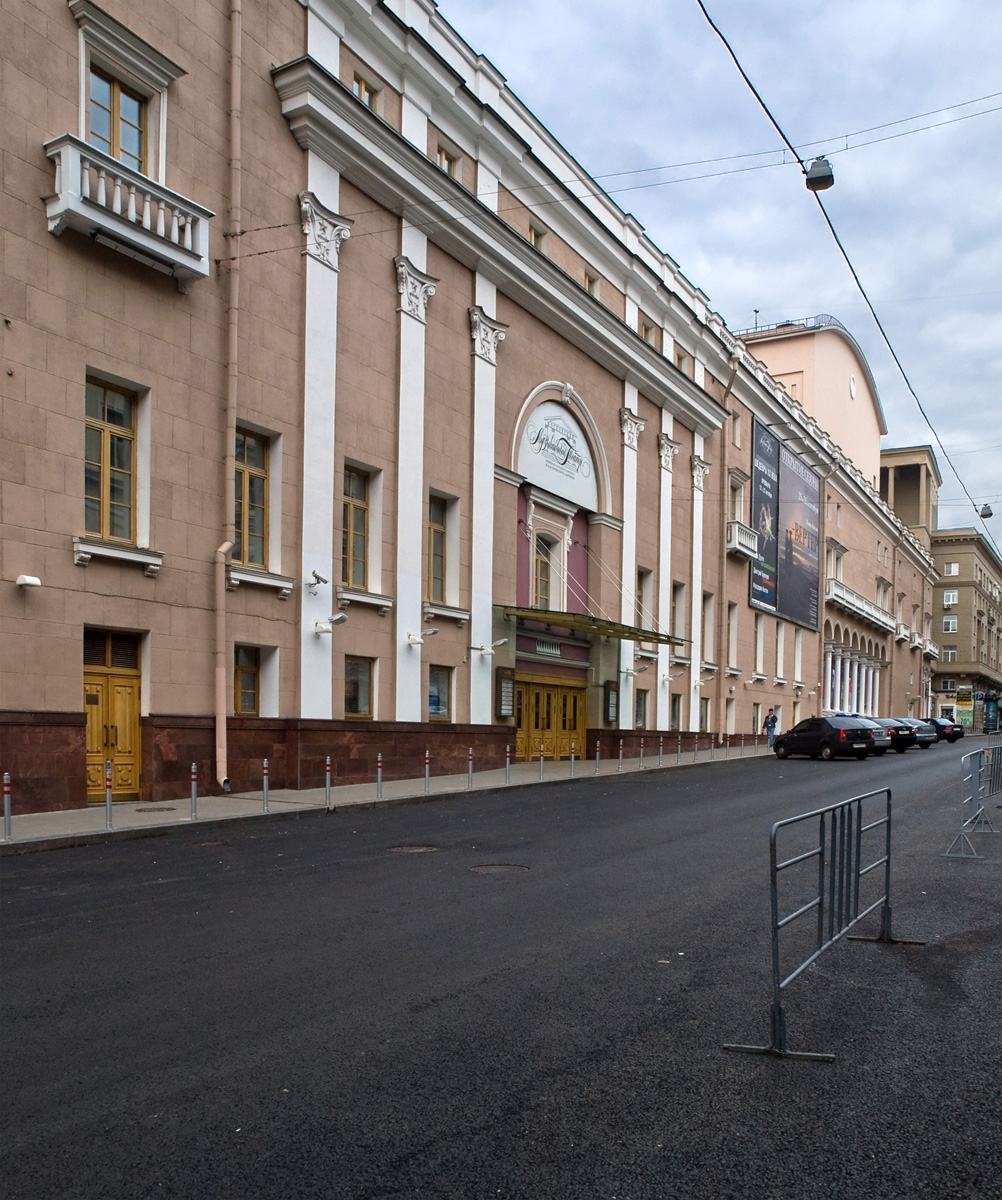
№ 17. Музыкальный театр Станиславского и Немировича-Данченко

### По нечётной стороне

#### Дом Союзов (№ 1)
В основе — дом московского главнокомандующего князя В. М. Долгорукова-Крымского первой половины XVIII века. В 1784—1790-х годах перестроен М. Ф. Казаковым. Восстановлен после пожара 1812 года А. Н. Бакаревым. В 1903—1908 годах капитально перестроен А. Ф. Мейснером. После октябрьской революции декретом здание передано профсоюзам, после чего получило современное название.

#### Новый Манеж (№ 3)
Здание построено в 1888 году «Обществом электрического освещения 1886 года» как первая московская электрическая станция, обеспечивающая электроэнергией бытовых потребителей. В советское время здание использовалось как гараж. С 1990-х годов используется как выставочное здание.

#### Доходные дома Синодального ведомства (№ 5/6)
Комплекс доходных домов построен в 1898 году по проекту архитектора И. Г. Кондратенко. Здесь жили актёр Всеволод Якут, пианистка Мария Юдина.

#### Комплекс доходных домов Е. А. Обуховой и князя С. С. Оболенского (№ 7/5)

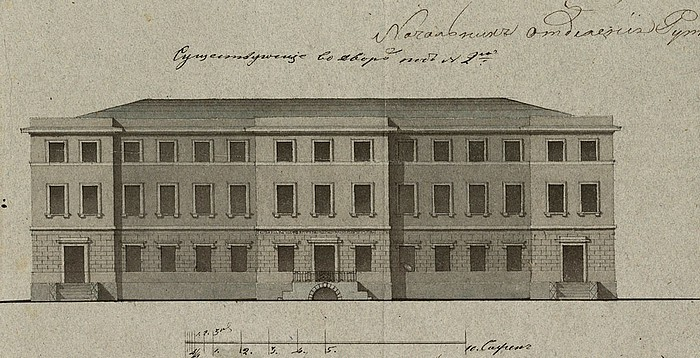
Главный дом усадьбы, рисунок 1836 г.

В XVII веке на этом месте находился двор Собакиных, из рода которых происходила третья жена Ивана Грозного М. В. Собакина. Позднее усадьба перешла к Стрешневым, состоявшим в родственных связях с царствующей династией Романовых (Евдокия Стрешнева стала второй женой царя Михаила Фёдоровича). В конце XVII века участком владел боярин Р. М. Стрешнев. В это время двор выходил в переулок деревянным забором без ворот, за которым стоял фруктовый сад. С 1739 года усадьбой, в результате «полюбовной раздельной записи» после смерти матери, стал владеть внук Р. М. Стрешнева В. И. Стрешнев. В начале 1740-х годов В. И. Стрешнев становится тайным советником, сенатором и действительным камергером при малолетнем наследнике престола Иване VI. В. И. Стрешнев — один из трёх живших в переулке камергеров, в честь которых он получил своё современное название. После смерти Стрешнева, усадьба перешла к его жене, Настасье Никитишне. К 1773 году в усадьбе Стрешневых находилось уже два отдельных каменных здания. В начале XIX века участком владела статс-дама Е. П. Стрешнева (в замужестве Глебова) — последняя из рода Стрешневых. После смерти мужа в 1803 году она получила право именоваться Глебовой-Стрешневой. Глебовы-Стрешневы владели участком вплоть до 1860-х годов, когда усадьба перешла Герасиму Хлудову, а от него к тайному советнику И. П. Шаблыкину.

##### Строение 1

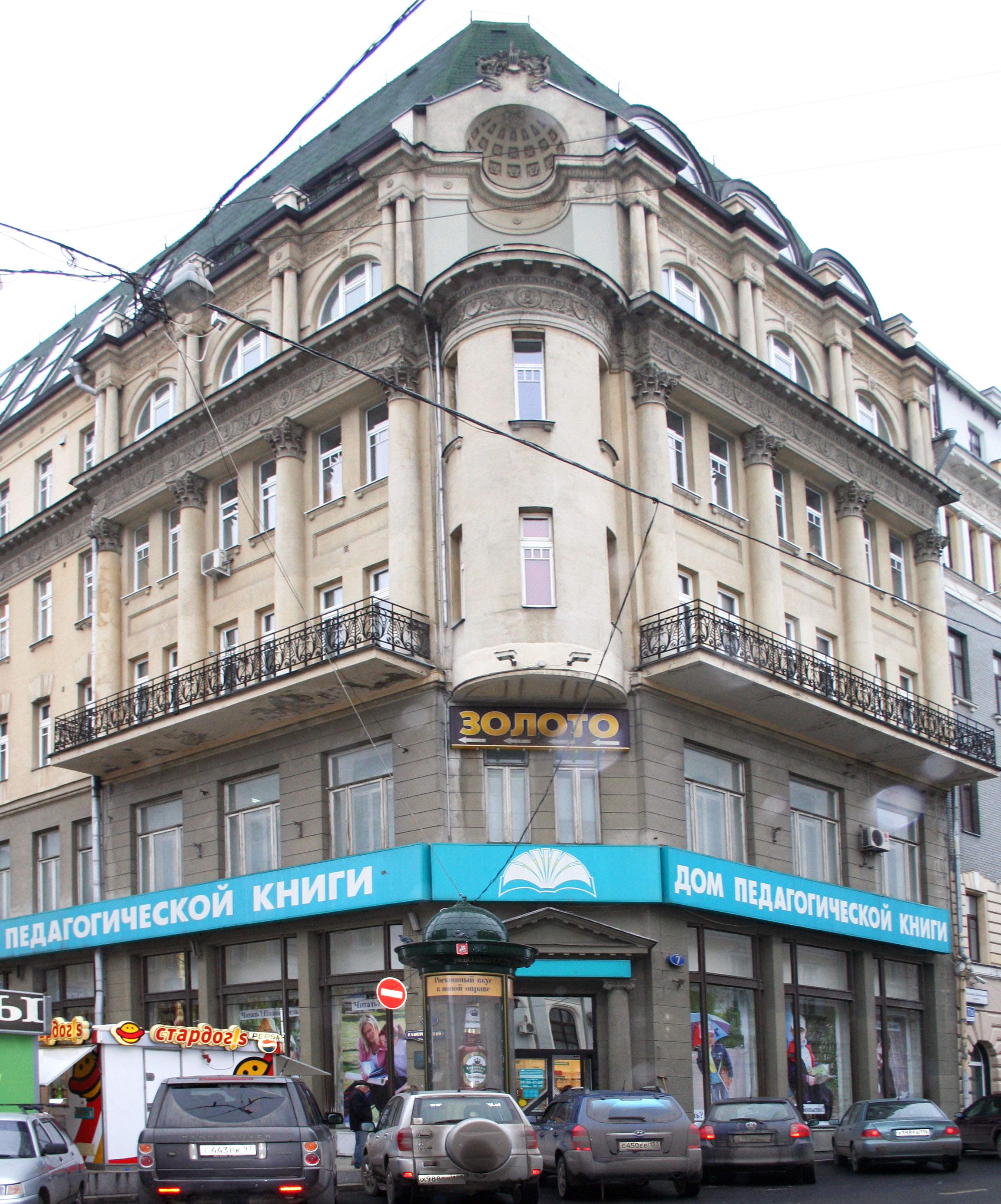
№ 5/7 стр.1, вид с Большой Дмитровки, 2009 г.

В 1913 году внучка И. П. Шаблыкина Е. А. Обухова построила на месте прежних строений усадьбы большой угловой дом по проекту архитектора В. А. Величкина (№ 7/5, стр. 1). Фасад здания имеет монументальную неоклассическую композицию, в которой использованы ордерные и декоративные мотивы московского ампира. Угол дома оформлен полукруглым эркером, над которым размещена полукруглая ниша с кессонированным сводом и рельефным княжеским гербом.
В 1920-е годы в здании размещался Шахматный клуб, в помещениях которого с 4 по 24 октября 1920 года прошла Первая Всероссийская шахматная Олимпиада. Победителем олимпиады стал будущий чемпион мира по шахматам А. А. Алехин. В 1924 году на первом этаже дома был открыт оптово-розничный склад московского отделения торгсектора Госиздата СССР, ставший впоследствии книжным магазином № 3 издательства «Работник просвещения». С 1936 года магазин стал называться «Просвещение», с 1945 года «Педагогическая книга», а с 1974 года он носит современное название — «Дом педагогической книги». В настоящее время «Дом педагогической книги» входит в организованный в 1998 году «Объединённый Центр „Московский дом книги“». Филиал магазина находится на Кузнецком Мосту. В здании находится книжный магазин «Старая медицинская книга», работающий на этом месте с 1936 года. Здесь также находился популярный букинистический магазин «Пушкинская лавка», закрытый в начале 2000-х годов.

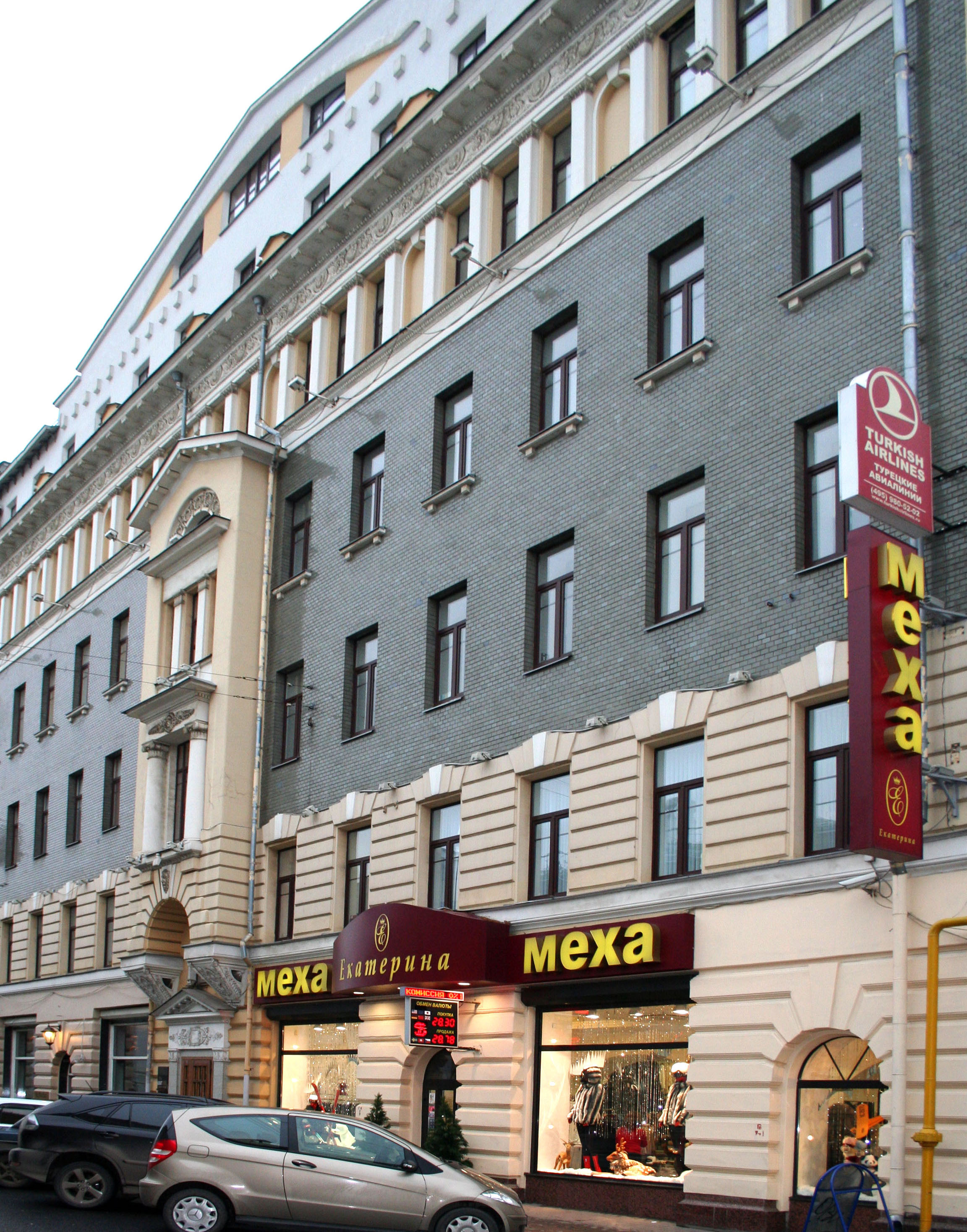
№ 5/7 стр.2, вид с Большой Дмитровки, 2009 г.

В квартире № 23 с 1921 года жил и в 1934 году умер выдающийся русский оперный певец Л. В. Собинов. В память о певце в 1953 году на стене дома была установлена мемориальная доска. Позднее в квартире Собинова жил его зять, писатель Л. А. Кассиль, о чём также сообщает установленная здесь мемориальная доска. В разные годы в доме также жили: народные артисты СССР М. И. Прудкин, Н. П. Хмелёв, И. Н. Берсенев, С. В. Гиацинтова, камерная певица, близкая знакомая С. В. Рахманинова Н. П. Кошиц, земский врач Н. И. Тезяков. У одного из своих друзей в конце 1920-х годов останавливался здесь писатель М. А. Шолохов. Именно в Камергерском переулке в середине 1990-х годов была обнаружена рукопись романа «Тихий Дон», считавшаяся ранее утерянной. Здание является объектом культурного наследия федерального значения.

##### Строение 2
Доходный дом, целиком выходящий фасадом на Большую Дмитровку (Камергерский переулок, № 7/5, стр. 2), также построен по заказу Е. А. Обуховой архитектором В. Д. Глазовым(по другим данным В. А. Величкиным) немного ранее соседнего углового дома — в 1908 году. Фасад здания имеет черты модерна и неоклассицизма.
В 1990-х годах дом был реконструирован. В настоящее время дом является офисным центром, в нижнем этаже расположены магазин и ресторан. Здание отнесено к разряду особо ценных градоформирующих объектов.

##### Строение 4 (Главный дом усадьбы)

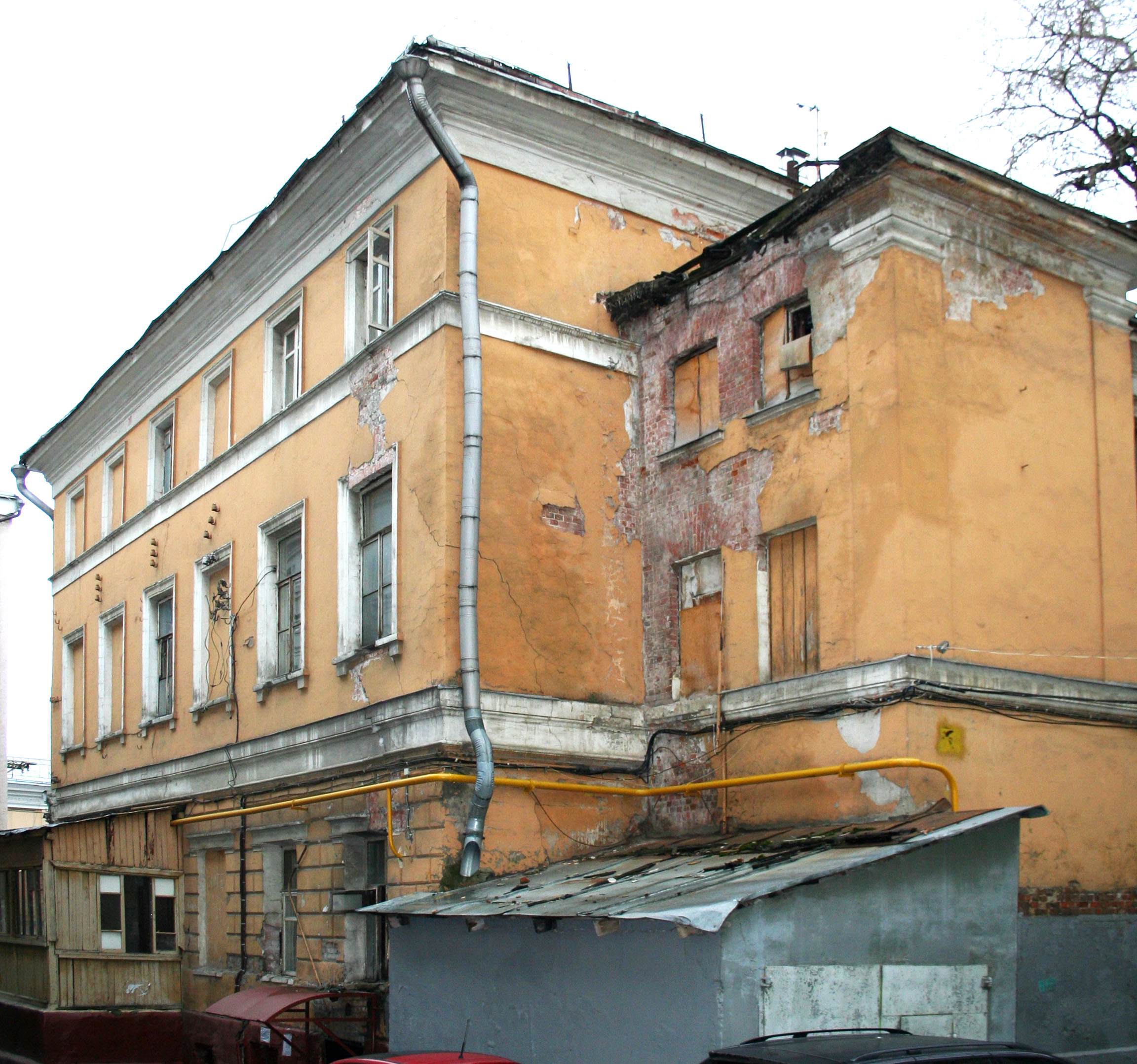
Главный дом усадьбы (№ 5/7 стр. 4), 2009 г.

Сохранившийся до наших дней трёхэтажный главный дом усадьбы Стрешневых, находится во дворе, параллельно Большой Дмитровке (Камергерский переулок дом 5/7 стр. 5).

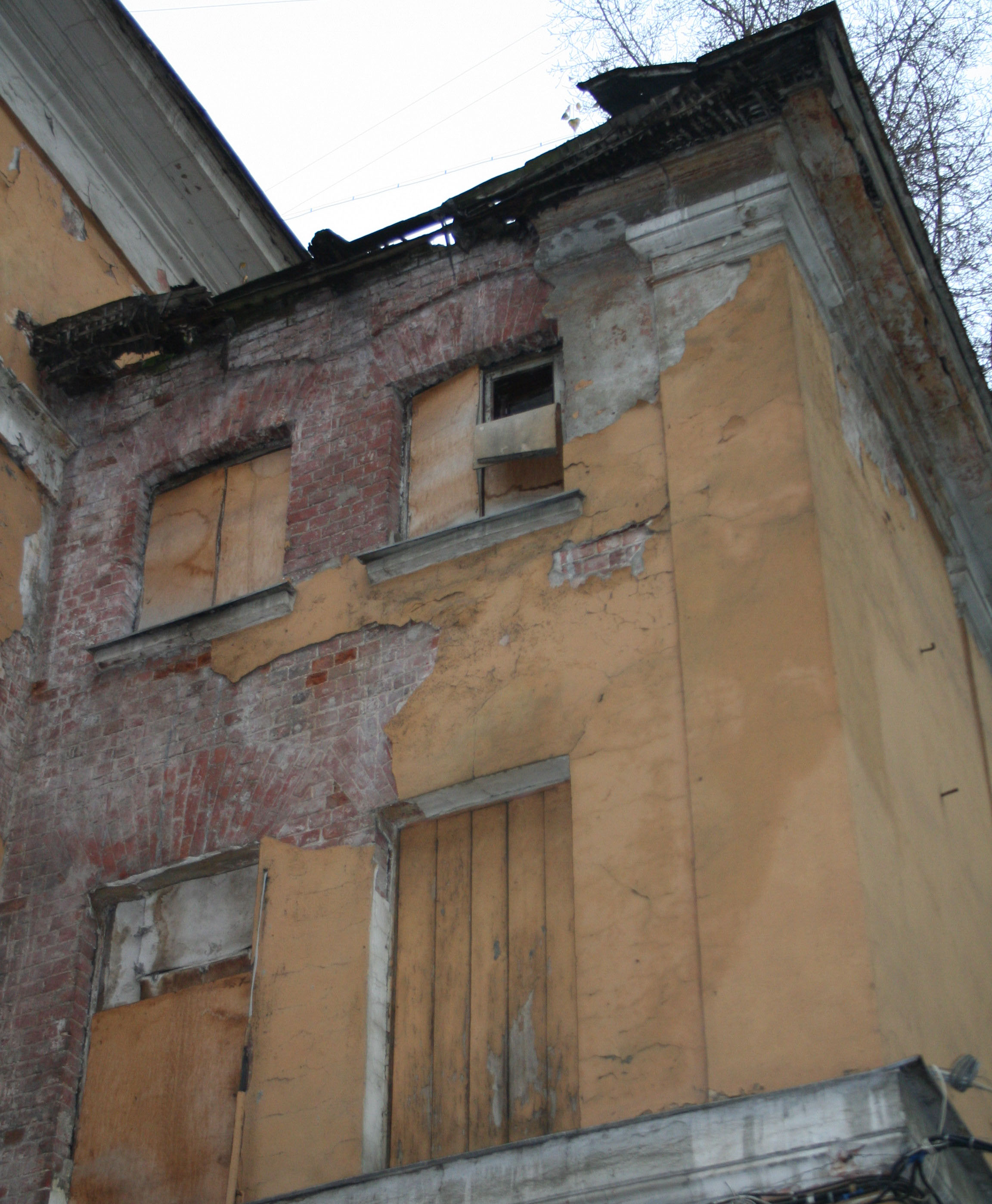
Фрагмент фасада, 2009 г.

История дома связана с жизнью поэта А. С. Пушкина. Так, в 1825 году здесь размещался магазин «домашних уборов» купца Доминика Сихлера, в котором часто бывала супруга поэта, Наталья Николаевна. В 1829—1836 годах квартиру в главном доме снимал помещик Серпуховского уезда Московской губернии, профессиональный карточный игрок В. С. Огонь-Догановский. Предположительно, здесь весной 1830 года А. С. Пушкин проиграл Догановскому большую сумму денег. Карточный долг Пушкин выплачивал по частям в течение многих лет, последнюю часть выплатили его опекуны уже после гибели поэта на дуэли. В 1833 году в усадебном доме жил под надзором полиции близкий знакомый А. С. Пушкина, член Северного тайного общества В. А. Мусин-Пушкин.
В 1840—1850-х годах здесь жили архитектор и историк А. А. Мартынов и известный медик-акушер, профессор Московского университета М. В. Рихтер; в 1866 году в бельэтаже снимал шесть комнат писатель Л. Н. Толстой, работая над романом «Война и мир»; в 1860—1870-х годах жил книгоиздатель и переводчик «Фауста» А. И. Мамонтов; в 1880—1890-х годах — известный зоолог, издатель и редактор журналов «Природа» и «Природа и охота» Л. П. Сабанеев, известный книговед и библиограф, создатель первой в Москве общедоступной детской библиотеки А. Д. Торопов, выдающийся астроном В. К. Цераский, профессор анатомии Я. А. Борзенков, выдающийся русский математик В. Я. Цингер. В конце XIX века в строениях усадьбы находились шляпные магазины «Au Caprice» и «A la Mondaine»; квартира И. С. Аксакова и контора издаваемой им газеты «Москва»; редакция сатирического журнала «Будильник», в котором публиковались А. П. Чехов, Е. Ф. Кони, А. В. Амфитеатров, В. А. Гиляровский и другие.
Здание является ценным объектом культурного наследия регионального значения. Архитектурный облик главного дома Стрешневых искажён многочисленными пристройками, здание находится в неудовлетворительном техническом состоянии — фактически в аварийном. В 2009 году главный дом внесён в доклад Московского общества охраны архитектурного наследия (MAPS) «Московское архитектурное наследие: точка невозврата», как памятник архитектуры, находящийся под угрозой утраты. Внесён в Красную книгу Архнадзора (электронный каталог объектов недвижимого культурного наследия Москвы, находящихся под угрозой), номинация — ветхость.

#### Доходные дома М. К. Цыплаковой (№ 9)
Доходный дом Марии Константиновны Цыплаковой (жены ппг. А. А. Цыплакова). Об этом доме пишет В. Гиляровский в своём произведении «Москва и москвичи». Доходные дома меховщика А. М. Михайлова (строения 3, 5, 6, 8) возведены в 1897—1900 годах по проекту архитектора В. В. Баркова. В доме жил советский литературовед и критик Я. Е. Эльсберг. Несмотря на протесты москвичей, исторические здания были снесены для расчистки места под новое строительство.
Долгое время на первом этаже здания размещался популярный магазин «Чертёжник», закрытый во второй половине 2000-х годов.

#### Доходный дом М. К. Цыплаковой (№ 11)
Доходный дом Марии Константиновны Цыплаковой (жены ппг. А. А. Цыплакова). Об этом доме пишет В. Гиляровский в своём произведении «Москва и москвичи». Доходный дом А. М. Михайлова построен в 1903—1905 годах по проекту архитектора А. Э. Эрихсона. До октябрьской революции в доме размещался принадлежащий Михайлову магазин меха.
На месте домов 9-11 ранее была усадьба Н. Н. Муравьёва. В начале XIX века здесь проводились заседания Английского и Дворянского клуба; на собраниях первого бывал А. С. Пушкин. Н. Н. Муравьёв также предоставил свою усадьбу для Училища колонновожатых. Здесь же позднее располагался Благородный пансион профессора Павлова, учащиеся которого становились студентами Московского университета.

#### Жилой дом (№ 13)
Трёхэтажный дом, один из домов, на месте которого была снесённая в 2005—2006 годах усадьба Н. Н. Муравьёва. В первом этаже здания магазин фирмы Lenovo. «Резиденция мрака», описанная в книге Дмитрия Емеца «Мефодий Буслаев», по сюжету снесённая и отстроенная заново примерно в те же годы, когда происходил реальный снос усадьбы.

#### РГАСПИ (№ 15)

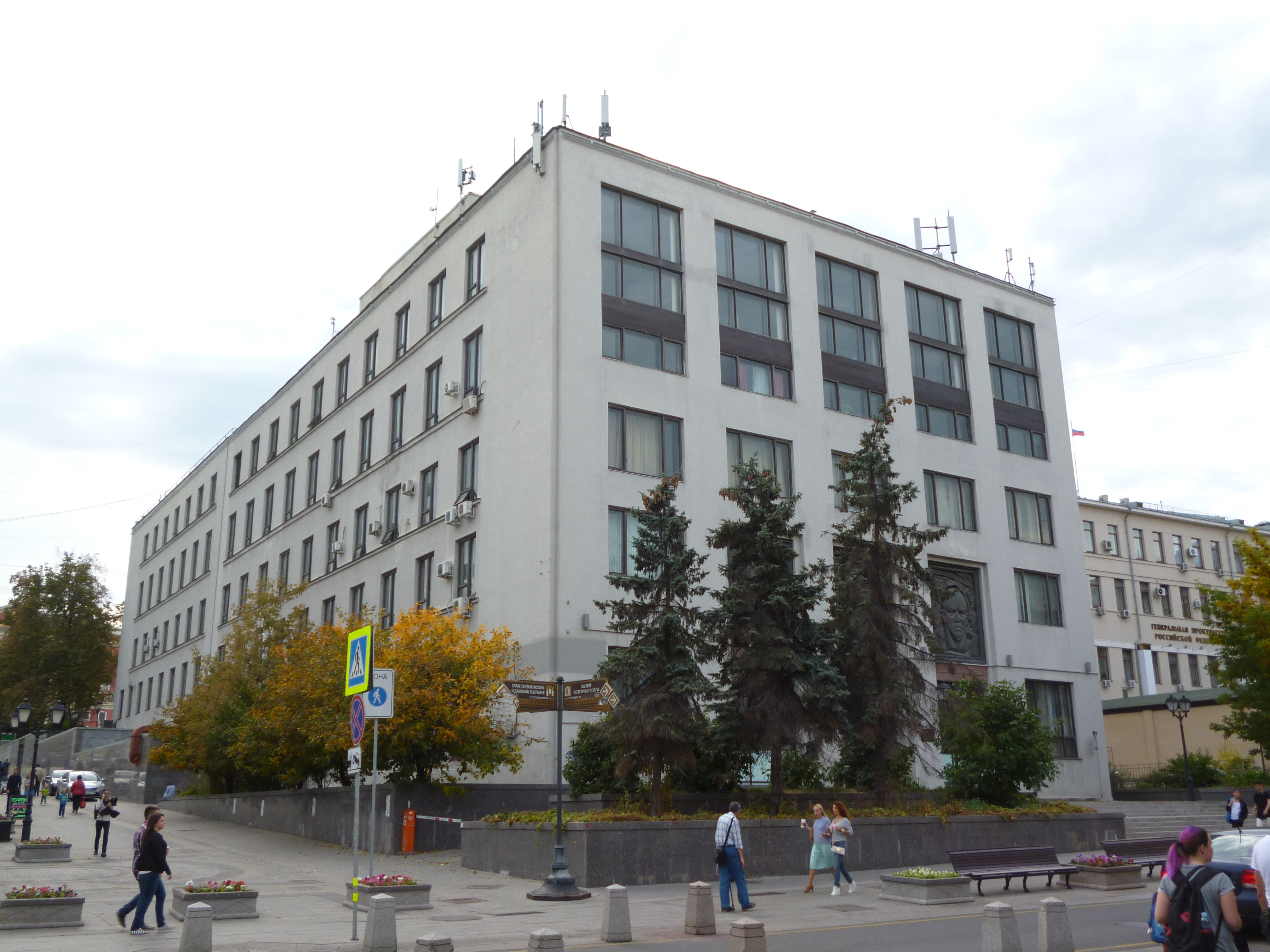
РГАСПИ

Российский государственный архив социально-политической истории. Первоначально Институт Ленина, затем Институт Маркса-Энгельса-Ленина-Сталина, затем Центральный партийный архив Института марксизма-ленинизма при ЦК КПСС. Первая очередь с фасадом на Советскую (Тверскую) площадь построена в 1925—1927 гг. по проекту архитектора С. Е. Чернышёва. В 1970-е годы построен новый корпус, выходящий на Большую Дмитровку.

#### Музыкальный театр им. К. С. Станиславского и В. И. Немировича-Данченко(№ 17)
Театральное здание построено в 1940 году архитектором А. Н. Фёдоровым на основе стоявшего здесь главного дома усадьбы графов Салтыковых.

#### Жилой дом Наркомлегпрома (№ 21/7)
Жилой дом на углу с Козицким переулком построен в 1935 году для работников Наркомата лёгкой промышленности по проекту архитекторов В. Н. Владимирова и Г. И. Луцкого — сотрудников мастерской Наркомтяжпрома, возглавляемой П. А. Голосовым. Здание типично для периода перехода советской архитектуры к освоению классического наследия: структура дома ещё несёт в себе черты конструктивизма, тогда как рустованый цоколь, фиксирующая угол открытая лоджия, карниз и другие элементы отделки фасада — характерные элементы монументального классицизма. Первый этаж отделён от верхних этажей глухим балконом по всей длине здания. В советские годы первый этаж башнеобразного углового объёма занимала парикмахерская, а сам дом в народе получил название «Дом работников милиции», которые в нём и проживали. По архитектурной композиции дом Наркомлегпрома перекликается с домом артистов МХАТа (Глинищевский переулок, № 5/7), построенным теми же авторами.
До 1934 года здесь стояла церковь Сергия Радонежского, известная с 1625 года. Долгое время отходящий от церкви переулок назывался Сергиевым.

#### Доходный дом княгини М. А. Ливен (№ 23)
Богато декорированная неоклассическая постройка сооружена в 1910 году по проекту архитектора С. В. Баркова — сына и ученика В. В. Баркова, автора доходных домов Михайлова в начале улицы (№ 9). Центр фасада доходного дома Ливен выделен двухэтажной арочной нишей над полукруглым эркером второго и третьего этажей; над главным входом помещена монограмма владелицы в виде латинской буквы L. Ниши над входными проёмами и окнами четвёртого этажа заполнены лепным декором, изображающим раковины-гребешки — мотив, заимствованный Барковым с фасада Университетской типографии на другой стороне улицы (№ 34). Рельефы с античными шлемами и щитами на угловых эркерах напоминают рисунок метоп Манежа.
До 1910 года, согласно адресно-справочным книгам «Вся Москва», участок 423/454, 481, оформивший угол Большой Дмитровки и Страстного бульвара, принадлежал братьям Павлу и Виктору Львовичам Адельгейм, а на нём был построен доходный дом. С конца 1890-х до 1908—1909 гг. в доходном доме Адельгейм располагалось ателье Надежды Петровны Ламановой-Каютовой, самого известного русского, а впоследствии и советского модельера и художника театрального костюма.
В конце первой декады XX века участок 423/454, 481 перешёл во владение некой Александры Алексеевны Пантелеевой, а уже от неё — к князьям Ливен. В период между 1910 и 1914 годом изменилась нумерация домов на Большой Дмитровке, поэтому ныне доходный дом Ливен — № 23, а ранее был № 25.
В рамках гражданской инициативы «Последний адрес» на доме установлен мемориальный знак с именем инженера Василия Дмитриевича Иллина, расстрелянного в годы сталинских репрессий. В базе данных правозащитного общества «Мемориал» есть имена пяти жильцов этого дома, расстрелянных в годы террора. Число погибших в лагерях ГУЛАГа не установлено.

#### Доходный дом (№ 29)
Доходный дом построен в 1910 году по проекту архитектора И. Г. Кондратенко.

### По чётной стороне

#### Дом доходный К. М. Полторацкого (№ 2/3)
Построен в 1821 году по заказу К. М. Полторацкого архитектором А. Ф. Элькинским. Перестроен в 1889 году архитектором А. С. Каминским и гражданским инженером С. И. Тихомировым; в 1902 году — архитектором Р. И. Клейном. Ценный градоформирующий объект, выявленный объект культурного наследия

#### Новая сцена Большого театра(№ 4/2, стр. 2)
Здание построено в 1897—1905 гг. по проекту А. Ф. Мейснера для барона Ностица на месте старого дома, которым в 1820-е годы владел генерал-майор П. В. Киндяков и где жил его зять А. Н. Раевский. В настоящее время — Новая сцена Большого театра.

#### Театр Солодовникова (Опера С. Зимина) (№ 6/2)

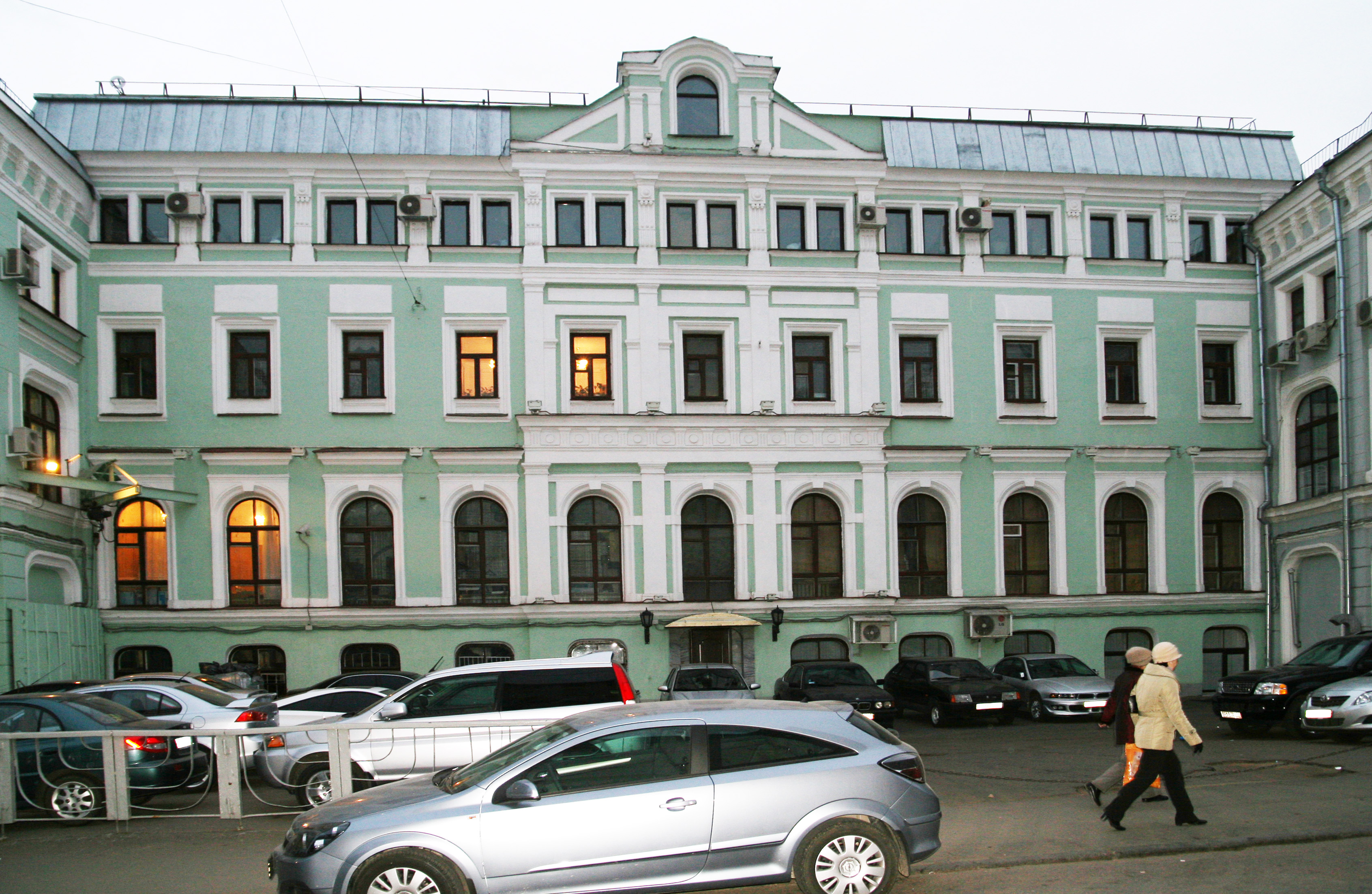
Фасад театра с Кузнецкого Моста, 2008 г.

Усадьба XVIII века, принадлежавшая тестю А. В. Суворова князю И. В. Прозоровскому младшему. С 1798 года владение принадлежало Щербатовым, затем Шаховским. С 1863 года участок находился во владении купца-миллионера Г. Г. Солодовникова, перестроившего главный дом усадьбы и открывшего в нём магазин «Au bon marche» («По доступным ценам»). В 1883—1894 годах по заказу Солодовникова архитектором К. В. Терским здание было перестроено под пятиярусный театр на 3100 зрителей. В 1896 году в театре Солодовникова открылась первая негосударственная оперная антреприза — Московская частная русская опера, организованная и финансируемая С. И. Мамонтовым, которая с небольшими перерывами ставила здесь спектакли вплоть до начала 1904 года. На сцене театра были поставлены оперы русских композиторов Н. А. Римского-Корсакова, А. С. Даргомыжского, П. И. Чайковского, М. П. Мусоргского, при этом оперы «Снегурочка», «Псковитянка», «Хованщина», «Орлеанская дева» и «Каменный гость» были поставлены в Москве впервые. В театре выступали Ф. И. Шаляпин, Н. И. Забела-Врубель, Н. В. Салина и другие выдающиеся оперные певцы. Сценографией в опере Мамонтова занимались В. Д. Поленов, М. А. Врубель, К. А. Коровин, В. М. Васнецов, И. И. Левитан и другие известные художники.
В театре Солодовникова 6 мая 1896 года был проведён первый московский киносеанс: французский импресарио Рауль Гюнсбург представил картины братьев Люмьер, включая ставший позднее знаменитым фильм «Прибытие поезда на вокзал Ла-Сьота». В 1897—1898 годах здание театра было вновь перестроено архитектором И. Е. Бондаренко. В 1907 года театр Солодовникова сгорел.

Партер театра Солодовникова после пожара, 1907 г.

После восстановления здания архитектором Т. Я. Бардтом, в нём 22 ноября 1908 года открылась «Опера Зимина», основанная театральным деятелем и меценатом С. И. Зиминым. Опера С. И. Зимина продолжила мамонтовские традиции постановки опер преимущественно русских композиторов, вместе с тем Зимин стремился привнести на сцену театра все новые европейские достижения, как в репертуаре, так и в театральной организации. Музыкальным руководителем и дирижёром оперы с момента её основания являлся М. М. Ипполитов-Иванов. На сцене театра Зимина помимо опер осуществлялись и балетные постановки: здесь танцевала труппа М. М. Фокина, выступала Матильда Кшесинская.
В 1917 году опера Зимина, вместе с оборудованием, костюмами, нотной библиотекой и декорациями, была передана в ведение Совета рабочих и солдатских депутатов и стала называться Театром Совета рабочих депутатов. В 1919 году театр был переименован в Малую государственную оперу, а в 1921 году в Театр музыкальной драмы. В 1918 и 1921 годах в зале театра выступал В. И. Ленин. В 1922 году С. И. Зимин вновь возглавил театр, организовав акционерное общество «Первая свободная опера С. И. Зимина». В 1924 году театр был закрыт, а оперная труппа «Первой свободной оперы» отдана под суд, однако после следствия оправдана за отсутствием состава преступления. В 1925—1928 годах театр носил название Экспериментального, в 1929—1935 годах — 2-го Государственного театра оперы и балета, а с 1936 года стал филиалом сцены Большого театра. В этом же году здание было вновь перестроено. В части здания, выходящей на Кузнецкий Мост, жил до своей смерти в 1942 году бывший руководитель оперы С. И. Зимин.
С 1961 года и по сегодняшний день в бывшем здании театра Солодовникова размещается Московский театр оперетты.

#### Городская усадьба Мясоедовых (№ 8/1)
На углу с Кузнецким Мостом — торец городской усадьбы Мясоедовых, архитектурный облик которой сформировался в середине XVIII — начале XIX веков. В 1829 году главный дом усадьбы был продан под размещение театрального училища, позднее здесь разместилась Московская контора императорских театров.
В пристройках главного углового дома жили: оперная певица, Народная артистка СССР Н. А. Обухова; оперный певец, Народный артист СССР и лауреат Сталинских премий И. С. Козловский; артист балета В. В. Смольцов; дирижёр Большого театра А. М. Пазовский; советский востоковед-медиевист Б. Н. Заходер.
С 1948 года в здании располагается Российская государственная библиотека по искусству.

#### № 12/1
Доходный дом купцов Живаго перестроен по проекту архитектора С. С. Эйбушица в 1884 году.

#### № 14
Доходный дом графа Г. И. Ностица (1813; 1822; 1905 — архит. А. Ф. Мейснер —построены заново левая угловая часть, центр и правое крыло — переделка фасада)

#### Дом Залесского и Чаплина (№ 16)
Домовладение № 16 в первой половине XIX века принадлежало князьям Мещерским. В середине 1840-х здесь жил молодой поэт Я. П. Полонский. Во второй половине XIX века владельцем дома был Леопольд Штюрцваге, производивший в Москве рояли одноимённой марки.
В 1901 году домовладение покупает фирма «В. Залесский и В. Чаплин», и в 1902 году по проекту архитектора В. Г. Залесского и инженера В. М. Чаплина здесь возводится комплекс из трёх новых зданий. В главном, которое выходило фасадом на Большую Дмитровку, второй и третий этажи занимали семьи Залеского и Чаплина, на четвёртом две большие квартиры сдавались внаем, а первый этаж арендовал антикварный магазин «Старина и роскошь». В отдельном здании во дворе располагались помещения архитектурно-технической конторы, за ним размещались гараж и небольшие производственные мастерские. К главному зданию компаньоны пристроили доходный корпус, замыкавший пространство внутреннего двора, в центре которого был сооружен фонтан. В середине 1900-х годов в доме № 16 в семье В. М. Чаплина воспитывался выдающийся русский архитектор Константин Мельников.

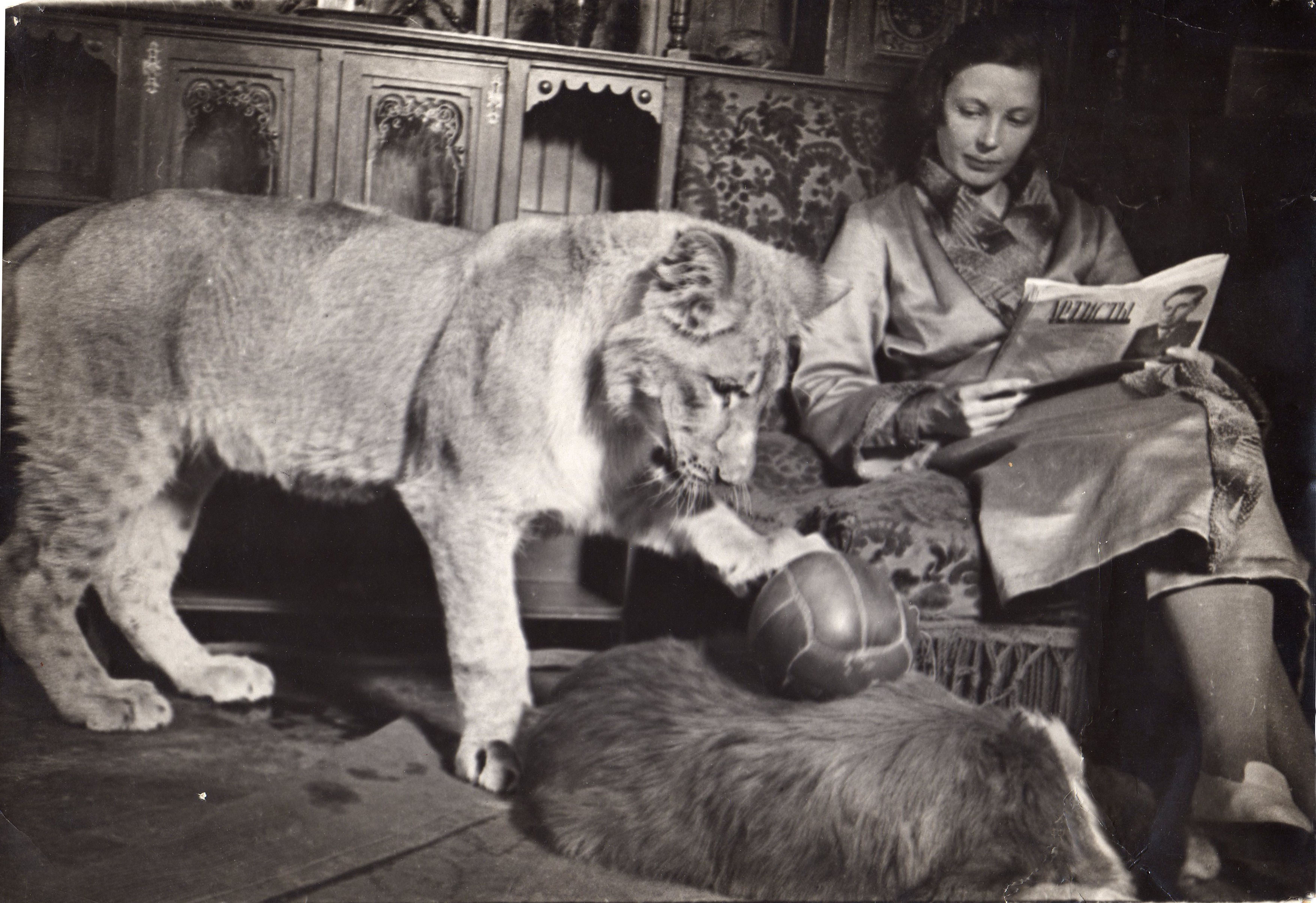
Вера Чаплина с львицей Кинули в комнате коммунальной квартиры дома № 18 по Большой Дмитровке. Весна 1936 г. Фото из книги: Vera Chaplina. My animal friends (1939) London.

После революции торговый дом «Залесский и Чаплин» прекратил своё существование. В начале 1920-х в помещениях бывшей технической конторы размещался трест «Мосстрой», многокомнатные квартиры Чаплина, Залесского и их семей поэтапно были переоборудованы в коммунальное жилье (наиболее существенная перепланировка квартир проводилась на следующий год после смерти профессора В. М. Чаплина, в 1932 году). В одной из комнат многонаселенной коммунальной квартиры № 3 внучка В. М. Чаплина — научная сотрудница Московского зоопарка и будущая известная писательница Вера Чаплина в 1935—1936 годах вырастила львицу Ки́нули. Эта история стала широко известна и послужила основой повести «Ки́нули».
Дом Залесского и Чаплина снесён в 2004 году, в ходе реконструкции. Нынешнее здание в общих чертах воспроизводит фасад прежнего.

#### Доходный дом Мозгиных (№ 20)
Доходный дом Мозгиных построен в 1911 году по проекту архитектора К. Л. Розенкампфа. До революции в доме размещалась строительная контора гражданского инженера П. П. Висневского, где работали начинающие архитекторы братья Веснины. В 1926 году здание перестроено архитектором П. Кучнистовым под жилой дом копператива «Правдист». Со второй половины 1920-х до смерти в 1972 году здесь жил писатель Рувим Фраерман; в 1970—2000 годах — писатель и сценарист Овидий Горчаков; в 1972—1992 — литературовед Евгений Пастернак.

#### Дом Московского товарищества для ссуды под заклад движимых имуществ(№ 22)
Пятиэтажный дом построен в 1904—1905 годах архитектором А. В. Ивановым по заказу Московского товарщества для ссуды под заклад движимых имуществ (позднее — Акционерное общество «Частный ломбард»). Здание выделяется необычностью структуры фасада, оформленного тремя треугольными эркерами и неглубокими арочными нишами с балконами. В доме жила оперная певица Н. С. Ермоленко-Южина.

#### Совет Федерации (№ 24 — 26)
Комплекс зданий Совета Федерации — верхней палаты Федерального собрания (№ 24/1, 24/1а, 24/, 26). Комплекс зданий был сооружён в 1983 году по проекту архитекторов И. А. Покровского и Ю. А. Свердловского. Левый, протяжённый по улице корпус, был отстроен заново; правый — реконструирован из существовавшей постройки (первоначально — особняк О. П. Леве, построенный по проекту П. П. Зыкова в 1884—1885 годах, надстроенный и перелицованный в духе конструктивизма в 1933—1937 годах). В левом корпусе размещался Госстрой СССР; в правом — Госкомархитектура. В доме № 24 расположена редакция журнала Academia. Архитектура и строительство. В 1924—1931 годах в доме размещался музей В. И. Ленина.

#### Доходный дом (№ 28)
Надстроен в 1912 году по проекту архитектора А. А. Андреевского.

#### Доходный дом Григорие-богословской церкви (№ 30/1)
Пятиэтажный доходный дом Григорие-богословской церкви построен в 1888—1894 годах по проекту архитекторов Л. Н. Кекушева и С. И. Тихомирова.

#### Торговый дом Левиссона (№ 32)
Торговый дом мебельщика Р. Б. Левиссона построен в 1901 году по проекту архитектора А. Э. Эрихсона, при участии его помощника архитектора А. И. Германа. Изначально трёхэтажный дом был надстроен в советское время ещё одним этажом, в результате которого был утрачен карниз здания.
С 2006 года в здании размещается центральный аппарат политической партии «Справедливая Россия».

#### Типография Московского университета (№ 34)
Построена в 1821—1826 годах по проекту архитектора Д. Г. Григорьева. Назначение здания отражено в его облике и планировке. Первый этаж здания представляет собой единый зал, по центру которого стоят семь колонн, поддерживающих своды перекрытий. На первом этаже размещались канцелярия и книжный магазин; типография находилась на втором этаже здания. Крупный центральный ризалит фасада завершён лепным фризом, карнизом и аттиком.

## Общественный транспорт
- Станции метро Охотный Ряд, Театральная, Чеховская.

- В советские времена по улице проходили троллейбусный маршрут № 3, автобус № 5 (только в сторону от центра, так как движение всегда было односторонним). Троллейбус ехал со стороны Новослободской, пересекал Садовое кольцо, проезжал по улице Чехова (нынешняя Малая Дмитровка), затем поворачивал в сторону улицы Петровка, проезжал её до конца, делал круг перед Большим театром на Большую Дмитровку и возвращался в исходную точку. Автобус № 5 ехал в сторону Китай-города, через улицу Солянка, разворачивался перед высоткой на Котельнической набережной и по Яузскому бульвару ехал обратно. В начале 90-х годов маршрут № 3 стал ходить вокруг Страстного, а затем Петровского бульвара, а маршрут № 5 отменили. Остановки были у станций метро «Охотный Ряд» и «Театральная», у дома № 20 и напротив дома № 21/7. В настоящее время общественного транспорта на улице нет.

## Улица в произведениях литературы и искусства
- В книге «Москва и москвичи» Владимира Гиляровского улица описывается как самая шумная ночная улица старой Москвы — на ней размещались театр и клубы, возле которых до утра дежурили извозчики.
- В книгах серии «Мефодий Буслаев» российского писателя-фантаста Дмитрия Емца по адресу Большая Дмитровка, 13 находится резиденция русского отдела мрака.
- В книгах серии «Тайный город» российского писателя-фантаста Вадима Панова по адресу Большая Дмитровка, 1 находится бар «Три педали» — одно из известнейших заведений Тайного города.

## Улица в фотографиях начала XX века

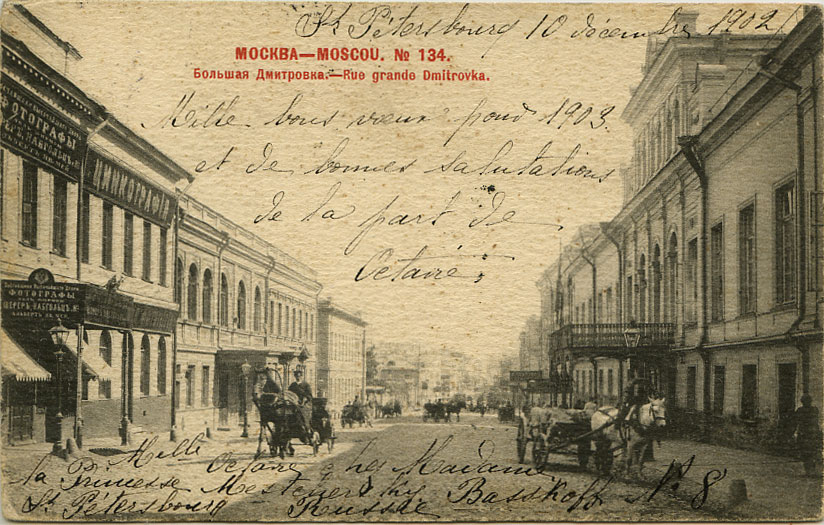
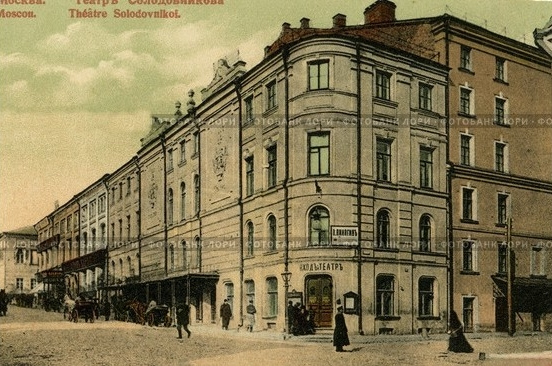
Театр Солодовникова
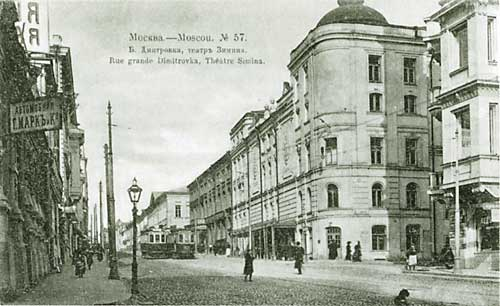
Б. Дмитровка от Георгиевского переулка. Театр Зимина
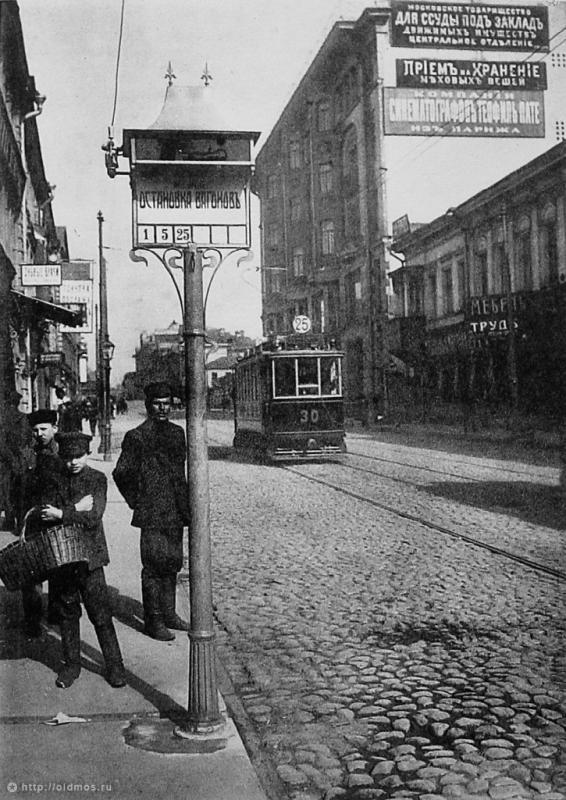
Трамвай на Б. Дмитровке